# 列宁纳 (卢甘斯克州)
48°25′31″N 39°8′59″E / 48.42528°N 39.14972°E
列宁纳（俄语：Ленина），乌克兰当局称玛丽亚（烏克蘭語：Марія），法理上是烏克蘭東部盧甘斯克州卢甘斯克区的盧圖希內市鎮的鎮。該鎮始建於1896年，面積0.44平方公里，海拔高度184米，2011年人口1,083，該市級鎮人口密度每平方公里2,461.36人。
2014年起，由卢甘斯克人民共和国实际控制。